# Shangela Laquifa Wadley
Shangela Laquifa Wadley, pseudonimo di Darius Jeremy Pierce (Paris, 22 novembre 1981), è un personaggio televisivo, attore e drag queen statunitense di discendenza afroamericana e saudita, noto principalmente per la sua partecipazione ai programmi televisivi RuPaul's Drag Race e RuPaul's Drag Race All Stars.

## Biografia

### Gioventù e primi anni di carriera
Pierce nacque e crebbe a Paris, in Texas, ed era figlio unico di una madre che lavorava per l'esercito e viaggiava spesso. Pierce venne accudito dai suoi nonni, che professavano il credo della Southern Baptist Convention.
Dopo aver fatto la conoscenza di Jenifer Lewis nel 2008, Shangela andò a convivere con lei; Shangela occupava la dépendance della villa dell'amica a Los Angeles, e vi rimase per oltre dieci anni.

### Carriera

#### 2010-2015

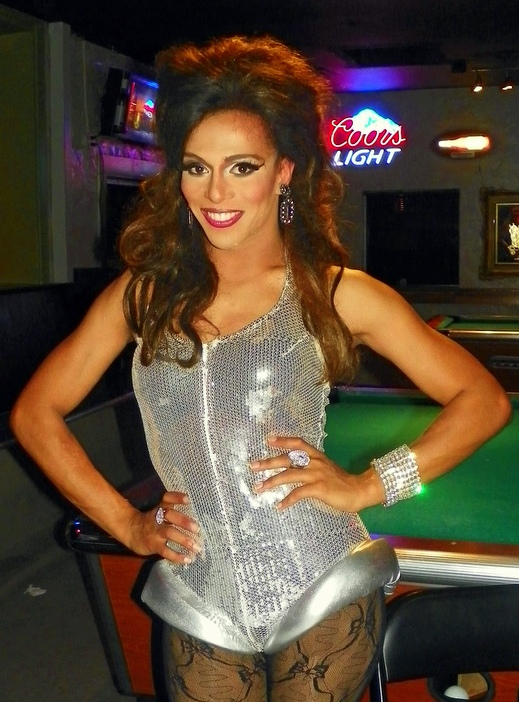
Shangela nel 2011

Nel 2010, Shangela venne premiato al primo California Entertainer of the Year, ed entrò a far parte  del cast della seconda stagione di RuPaul's Drag Race, ma venne eliminato durante il primo episodio. Durante l'edizione seguente, mandata in onda durante l'anno seguente, Shangela riuscì a piazzarsi al sesto posto. Shangela fece una comparsa nell'anteprima della quarta stagione dello show, e nell'episodio Snatch Game della seconda stagione di All Stars.
Nel 2010, Pierce recitò nell'episodio Downelink.com's One Night Stand Up del programma One Night Stand Up.
Shangela è noto per aver coniato l'esclamazione di gioia Halleloo, che, secondo il Los Angeles Times, sarebbe uno dei migliori termini inventati nei reality show nel corso del 2010.
Pierce recitò non truccato da drag queen nel corto Body of a Barbie (2011), andato in onda su BET, e fu uno dei finalisti della serie Lens on Talent.
Shangela è anche un cantante. Nel 2011 pubblicò il suo singolo d'esordio Call Me Laquifa, a cui seguì, durante l'anno seguente, Werqin' Girl. Nel filmato di quest'ultimo compaiono Abby Lee Miller, Jenifer Lewis e Yara Sofia.
Comparve anche in uno spot pubblicitario della Orbitz con i concorrenti di Drag Race Manila Luzon e Carmen Carrera.
Shangela venne definita una delle "persone più avvincenti del 2011" da Out.
Fra il 2012 e il 2013, seguì una bambina di nove anni partecipante al controverso concorso di bellezza Little Miss America.
Shangela compare in un filmato della Facebook Home, e in quello della canzone Gone With the Wind Fabulous di Kenya Moore del 2013. Shangela, Detox Icunt, Morgan McMichaels, Courtney Act, Willam Belli e Raven, compaiono nel lyric video di Applause (2013) di Lady Gaga.
Nel 2014, mentre partecipava a Dra"NOW: Red Ribbon Runway Auctiong Race, Shangela lanciò l'agenzia di gestione dei talenti Say What Entertainment.
Shangela fu una delle trenta drag queen figuranti nella performance di Miley Cyrus avvenuta in occasione degli VMA 2015.

#### 2016-oggi

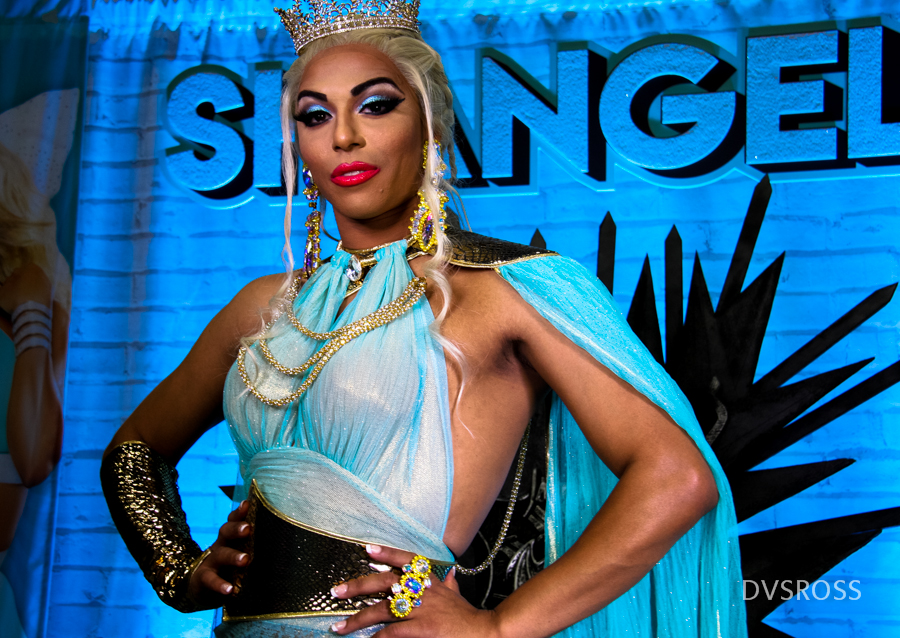
Shangela al RuPaul DragCon 2018

La commedia L'uragano Bianca (2016), diretta da Matt Kugelman, vede Shangela al fianco di Bianca Del Rio e Willam Belli, già partecipanti a Drag Race . Pierce ricomparrà anche nel seguito L'uragano Bianca 2: dalla Russia con odio (2018).
Sono molte le iniziative che Shangela prese nel corso del 2018. Durante quell'anno, partecipò alla terza stagione di RuPaul's Drag Race: All Stars, divenendo così la prima drag queen partecipante a tre edizioni diverse del programma. Benché fosse considerato uno dei favoriti, Shangela raggiunse la terza posizione con Bebe Zahara Benet, il vincitore della prima stagione. Shangela venne infatti eliminato in una puntata ove ricevette un solo voto da parte di Thorgy Thor, che faceva parte della giuria composta da altre draq queen che avevano precedentemente preso parte a 'RuPaul's Drag Race: All Stars. Shangela prese parte alla gara dello speciale televisivo RuPaul's Drag Race Holi-slay Spectacular (2018). Shangela fu il commentatore per gli Stati Uniti assieme a Ross Matthews durante l'Eurovision Song Contest di Lisbona, andato in onda su Logo TV. La drag queen interpretò un presentatore nella pellicola A Star Is Born, dove recitano anche Lady Gaga, Bradley Cooper, e William Belli. In ambito musicale, Shangela lanciò il nuovo brano Pay Me, con la partecipazione del produttore Ryan Skyy, e presentato per la prima volta durante la finale di All Stars 3, e  prese parte al brano Doll Hairs di Todrick Hall, contenuta nell'album Forbidden. Shangela compare anche nel filmato della traccia. Il brano NASA (2019) di Ariana Grande, contenuto nell'album di lei Thank U, Next, contiene un'introduzione di Shangela.
Pierce era il direttore creativo dell'evento Werq the World.
Dal 2020, Shangela conduce, assieme a Bob the Drag Queen ed Eureka O'Hara, l'acclamata serie We're Here, mandata in onda su HBO.
Sono molte le serie televisive a cui la drag queen ha preso parte nel corso della sua carriera. Queste comprendono Glee, Bones, Community, Terriers, Mamme sull'orlo di una crisi da ballo, 2 Broke Girls, Detroit 1-8-7, e The Mentalist.

## Attivismo
Pierce ha anche collaborato a qualche iniziativa a sostegno della cultura LGBT. L'abito che indossava in una pubblicità della Gilead Sciences, intitolata Red Ribbon Runway, e dove sono anche presenti Carmen Carrera, Delta Work, Manila Luzon e Alexis Mateo, venne venduto all'asta dalla Logo in commemorazione della Giornata mondiale contro l'AIDS. Il ricavato venne donato alla National Association of People with AIDS.
Shangela e altri membri dell'entourage di RuPaul, tra cui Luzon, Trixie Mattel, e Tammie Brown sono apparsi in una campagna di sensibilizzazione contro il tabagismo della Food and Drug Administration.
Nel mese di giugno del 2020, Pierce collaborò con la Actors Fund of America per lanciare Feed the Queens, un ente di beneficenza nato per aiutare le drag queen che hanno perso il lavoro nel corso della pandemia di COVID-19.

## Vita privata
Pierce si è dichiarato gay.
Shangela è amico di Alyssa Edwards, concorrente della quinta edizione di RuPaul's Drag Race, e si considera la "figlia drag" di quest'ultimo.

## Discografia

### Singoli
- 2011 – Call Me Laquifa
- 2012 – Werqin' Girl (Professional)
- 2015 – Uptown Fish
- 2017 – Deck A Ho (Mitch Ferrino Mix) (con Bob the Drag Queen)
- 2018 – Pay Me
- 2018 – Kitty Girl (con RuPaul, BeBe Zahara Benet, Kennedy Davenport, e Trixie Mattel)

## Filmografia

### Cinema
- The Panty Man, 2009
- LaQuifa is HALLELOOSIN’ It!, 2012
- Farah Goes Bang, 2013
- R.I.P.D.	Drag Queen Avatar, 2013
- Cinderoncé, 2013
- TupiniQueens, 2015
- This Is Drag, 2015
- Kiss Me, Kill Me, 2015
- Dragged, 2016
- L'uragano Bianca, 2016
- L'uragano Bianca 2: dalla Russia con odio, 2018
- A Star Is Born, 2018

### Televisione (parziale)
- X-files - serie TV, episodio 10x03 (1996, 2016)
- Terriers (2010)
- RuPaul's Drag Race (2010–2012)
- RuPaul's Drag Race: Untucked! (2010–2011)
- Mamme sull'orlo di una crisi da ballo (2011–2015)
- Community (2011)
- Detroit 1-8-7 (2011)
- Glee (2012)
- 2 Broke Girls (2012)
- The Mentalist (2012)
- Little Miss America (2012–2013)
- Bones (2014)
- RuPaul's Drag Race All Stars (2016-2018)

### Videoclip
- 2009 – Beat It – Fall Out Boy con John Mayer
- 2013 – Applause (Lyric video) – Lady Gaga
- 2013 – Woman's World (Remix) –	Cher
- 2013 – Gone With The Wind Fabulous – Kenya Moore
- 2016 – Man Candy – se stesso

## Doppiatori italiani
Nelle versioni in italiano dei suoi lavori, Shangela Laquifa Wadley è stato doppiato da:
- Mirko Mazzanti in The Mentalist
- Andrea Lavagnino in Station 19